# Ufa
Ufa (în rusă Уфа́; în bașchiră Өфө) este un oraș în Rusia cu 1,1 milioane locuitori (în 2003), capitală a Republicii Bașchiria. Ufa este oraș înfrățit cu Ankara, Turcia. În orașul Ufa principalele religii sunt creștinismul ortodox rus și Islamul sunit. 